# 分校
分校（ぶんこう）とは、学校において本校と分離して設けられる教育施設である。かつては、分教場（ぶんきょうじょう）と称されたこともある。

## 解説
一般的なものとして、小・中・高校などで交通機関が不便な地域や離島等通学が困難な遠隔地に設置されるものが多いが、病院内に病弱者を対象とするもの（院内学級）、刑務所で受刑者を対象とするもの（松本少年刑務所内の松本市立旭町中学校桐分校など）、冬季など季節を限定して設置されるもの、児童や生徒の数が多すぎて本校だけでは賄いきれないために設置されるもの等がある。
高校や大学・専修学校などで異なる学部や課程ごとに設置されるものもあるが、大学では昨今「○○キャンパス」と呼ばれることが多いのに対し、高校や特別支援学校、専修・各種学校では「○○校」「○○校舎」と呼ばれることが多い。幼稚園や保育所では「分園（ぶんえん）」ともいう。
分校の規模は原則、小学校では5学級以下、中学校では2学級以下と規定されている。
分校の設置者は概ね本校と同じ場合が多いが福岡県立高校の市町立分校のように設置者が異なるケースも見られる。
分校には、分校主任（分校主事）がおかれるが、校長決裁が必要な議決や校長名で発行される文書発行については、本校の校長の決裁が必要なため、実施までに時間を要することがある。
分校であってもクラブ活動は本校から独立して行われており、和歌山県立日高高等学校中津分校が第69回選抜高等学校野球大会に出たというような例もあるが、昨今は分校運動部の部員数僅少により、本校と連合チームを組むことも珍しくない。
かつては児童自立支援施設（教護院）に入っていた者の学歴は（学園、学院などの入った）施設名となっていたものの、近年は近隣の公立小中学校の分校を施設内に開学させるという動きが見られ、児童自立支援施設出身の者も普通学校で義務教育を受けたように見えるようになっている。
特別支援学校の場合は、分校・分教室・分級・○○校・○○校舎の5形態がある（cf. 秋田県立比内支援学校たかのす校、秋田県立ゆり支援学校道川分教室、広島県立三原特別支援学校しまなみ分級、宮城県立利府支援学校富谷校、市川市立須和田の丘支援学校稲越校舎など）。
秋田県では2016年度より、従来の「分校」相当の学校を「○○校」の名称とする形に変更されている。